# Zverinac (település)
Zverinac (olaszul: Sferenzi, Sferinaz, Sferina) falu Horvátországban Zára megyében. Közigazgatásilag Salihoz tartozik.

## Fekvése
Zárától légvonalban 26 km-re nyugatra, községközpontjától légvonalban 32 km-re északnyugatra a Zverinac-sziget középső részén, a délnyugati part öblében fekszik. Zverinac szigete a Veli Tun-sziget és Dugi Otok északi része között, Božavától északra fekszik. Jelentősebb tengeröblei a nyugati parton Kablin és Zverinac, ahol az azonos nevű település kikötője is található, míg a sziget északkeleti részén Hervatin. Legmagasabb pontja a 117 méter magas Klis. Zverinac szigete alig több, mint öt kilométer hosszú és egy kilométer széles. A sziget és a település legjobban gyalog járható be, így lehet élvezni az érintetlen természet és a tájat átható béke érzését.

## Története
A sziget már a római korban lakott volt, ezt igazolják a Poripišće-öbölben található épületmaradványok. Zverinac első írásos említése 1421-ben történt „Suiran”, illetve „Svirumi” alakban. Zárai nemesi családok birtoka volt. Területe Zárához tartozott, majd 1409-től a várossal együtt a Velencei Köztársaság része lett. A 18. század végén Napóleon megszüntette a Velencei Köztársaságot. Dugi otok 1797 és 1805 között Habsburg uralom alá került, majd az egész Dalmáciával együtt a Francia Császárság része lett. 1815-ben a bécsi kongresszus újra Ausztriának adta, amely a Dalmát Királyság részeként Zárából igazgatta 1918-ig. A településnek 1857-ben 67, 1910-ben 123 lakosa volt. Az első világháborút követően előbb a Szerb-Horvát-Szlovén Királyság, majd Jugoszlávia része lett. Az iskola épülete 1966-ban épült, amikor a szigetre az áramot is bevezették. Az 1970-es évektől a több munkalehetőség miatt sok fiatal költözött a nagyobb városokba és vándorolt ki az Egyesült Államokba és Ausztráliába. Néhány év működés után a kevés gyerek miatt az iskolát is bezárták. A falunak 2011-ben 43 lakosa volt, akik hagyományosan mezőgazdasággal (főként olívatermesztéssel), halászattal és újabban turizmussal foglalkoznak. A településnek hangulatos kis étterme van, ahol helyi specialitásokkal várják a vendégeket.

## Lakosság
| Lakosság változása | Lakosság változása | Lakosság változása | Lakosság változása | Lakosság változása | Lakosság változása | Lakosság változása | Lakosság változása | Lakosság változása | Lakosság változása | Lakosság változása | Lakosság változása | Lakosság változása | Lakosság változása | Lakosság változása | Lakosság változása |
| ------------------ | ------------------ | ------------------ | ------------------ | ------------------ | ------------------ | ------------------ | ------------------ | ------------------ | ------------------ | ------------------ | ------------------ | ------------------ | ------------------ | ------------------ | ------------------ |
| 1857               | 1869               | 1880               | 1890               | 1900               | 1910               | 1921               | 1931               | 1948               | 1953               | 1961               | 1971               | 1981               | 1991               | 2001               | 2011               |
| 67                 | 0                  | 96                 | 104                | 107                | 123                | 187                | 118                | 158                | 161                | 153                | 146                | 96                 | 59                 | 48                 | 43                 |

## Nevezetességei
- Loyolai Szent Ignác tiszteletére szentelt plébániatemploma, melyet a helyiek csak Sveti Nacijonak hívnak 1690-ben épült. A homlokzat feletti harangépítményben látható két harangot 1925-ben öntötték. Ciprusokkal szegélyezett út vezet hozzá. A templomban a božavai plébános mond hetente kétszer misét.
- A Fanfonga család 1746-ban épített barokk palotája.
- A sziget kiváló minőségű olívaolajáról híres, amelyet a házaknál is meg lehet vásárolni.